# Sorin Cârțu
Sorin Cârțu (ur. 12 listopada 1955 w Cornu) – rumuński piłkarz grający na pozycji napastnika, reprezentant kraju, trener, działacz piłkarski.

## Kariera piłkarska
Sorin Cârțu karierę piłkarską rozpoczął w 1968 roku w juniorach CSȘ Krajowa, w których grał do 1973 roku. Następnie w latach 1973–1974 reprezentował barwy juniorów Universitatei Krajowa, w której w tym samym roku rozpoczął karierę profesjonalną oraz grał aż do zakończenia kariery piłkarskiej w 1989 roku. Debiut zaliczył 22 sierpnia 1976 roku w wygranym 5:1 ligowym meczu wyjazdowym z Progresul Bukareszt, w którym również zdobył pierwszego gola w Divizii A. Zdobył z klubem dwukrotnie mistrzostwo Rumunii (1980, 1981), dwukrotne wicemistrzostwo Rumunii (1982, 1983), dwukrotnie zajął 3. miejsce w Divizii A (1984, 1986), czterokrotnie zdobył Puchar Rumunii (1977, 1978, 1981, 1983) oraz dotarł do finału Pucharu Rumunii 1984/1985, w którym 23 czerwca 1985 roku na Stadionul Național w Bukareszcie przegrał 2:1 ze Steauą Bukareszt. W międzyczasie grał dwukrotnie w ramach wypożyczenia w występującej w Divizii B (1974–1976, 1987–1988).
Ostatni mecz w Divizii A rozegrał 3 maja 1989 roku w wygranym 3:1 meczu ligowym z Corvinul Hunedoara. Łącznie w Divizii A rozegrał 283 mecze, w których zdobył 107 goli, natomiast w Divizii B rozegrał 82 mecze, w których zdobył 27 goli.

## Kariera reprezentacyjna
Sorin Cârțu w latach 1979–1983 w reprezentacji Rumunii rozegrał 7 meczów. Debiut zaliczył 14 listopada 1979 roku na Central Lenin Stadium w Moskwie w przegranym 3:1 meczu eliminacyjnym mistrzostw Europy 1980 z reprezentacją Związku Radzieckiego, w którym w 33. minucie został zastąpiony przez Alexandru Kollera. Ostatni mecz w reprezentacji Rumunii rozegrał 7 września 1983 roku na Stadionie Miejskim w Krakowie w zremisowanym 2:2 meczu eliminacyjnym mistrzostw Europy 1984 z reprezentacją Polski, w którym w 60. minucie zastąpił kapitana Gheorghe’a Mulţescu.
Występował także w reprezentacji Rumunii B (1 mecz), olimpijskiej reprezentacji Rumunii (5 meczów) oraz reprezentacji Rumunii U-21 (6 meczów, 2 gole).

## Kariera trenerska
Sorin Cârțu jeszcze w trakcie kariery piłkarskiej rozpoczął karierę trenerską w 1987 roku Electroputere Craiova, w którym grał na wypożyczeniu oraz był grającym trenerem. Następnie wrócił do Universitatei Krajowa, w której w sezonie 1988/1989 był grającym trenerem, a po sezonie 1988/1989 zakończył piłkarską karierę. W sezonie 1989/1990 zajął z klubem 3. miejsce w Divizii A, a w sezonie 1990/1991 zdobył krajowy dublet: mistrzostwo i Puchar Rumunii. Po sezonie 1991/1992 odszedł z klubu.
Następnymi klubami w karierze trenerskiej Sorina Cârțu były: ponownie Electroputere Craiova (1993), reprezentacja Rumunii U-21 (1993–1994), Rapid Bukareszt (1995), ponownie Universitatea Krajowa (1995–1996), ponownie Electroputere Craiova (1997), grecka PAE Weria (1997), ponownie Extensiv Craiova (1998–2002 – awans do Divizii A w sezonie 1998/1999), ponownie Universitatea Krajowa (2002–2003), Oțelul Gałacz (2004), Argeș Pitești (2005–2006), Politehnica Timișoara (2006), Național Bukareszt (2006–2007), Dacia Mioveni (2007–2008), dwukrotnie Pandurii Târgu Jiu (2008–2009, 2010), CFR Cluj (2010), Steaua Bukareszt (2011), ALRO Slatina (2012), FC Brașov (2012) oraz CSMS Iași (2013).

### Incydent w Bazylei
23 listopada 2010 roku podczas wyjazdowego meczu fazy grupowej Ligi Mistrzów 2010/2011 CFR Cluj, którego był trenerem, ze szwajcarskim FC Basel (0:1), po utracie przez jego klubu gola w 15. minucie (zdobywcą gola był Federico Almerares), zniszczył stopą część ławki, w wyniku czego został zwolniony.

## Statystyki

### Reprezentacyjne
| Reprezentacja | Rok     | Mecze | Gole |
| ------------- | ------- | ----- | ---- |
| Rumunia       | 1979    | 2     | 0    |
| Rumunia       | 1980    | 0     | 0    |
| Rumunia       | 1981    | 0     | 0    |
| Rumunia       | 1982    | 2     | 0    |
| Rumunia       | 1983    | 3     | 0    |
| Łącznie       | Łącznie | 7     | 0    |

| Mecze i gole w reprezentacji | Mecze i gole w reprezentacji | Mecze i gole w reprezentacji | Mecze i gole w reprezentacji | Mecze i gole w reprezentacji | Mecze i gole w reprezentacji | Mecze i gole w reprezentacji |
| Lp.                          | Data                         | Miasto                       | Przeciwnik                   | Wynik                        | Rozgrywki                    | Uwagi                        |
| Rumunia                      | Rumunia                      | Rumunia                      | Rumunia                      | Rumunia                      | Rumunia                      | Rumunia                      |
| ---------------------------- | ---------------------------- | ---------------------------- | ---------------------------- | ---------------------------- | ---------------------------- | ---------------------------- |
| 1.                           | 14.10.1979                   | Moskwa                       | ZSRR                         | 1:3                          | El. Euro 1980                | do 33'                       |
| 2.                           | 18.11.1979                   | Bukareszt                    | Cypr                         | 2:0                          | El. Euro 1980                | od 46'                       |
| 3.                           | 01.09.1982                   | Bukareszt                    | Dania                        | 1:0                          | Mecz towarzyski              | od 63'                       |
| 4.                           | 08.09.1982                   | Bukareszt                    | Szwecja                      | 2:0                          | El. Euro 1984                | od 69'                       |
| 5.                           | 30.03.1983                   | Timișoara                    | Jugosławia                   | 0:2                          | Mecz towarzyski              | od 46'                       |
| 6.                           | 16.04.1983                   | Bukareszt                    | Włochy                       | 1:0                          | El. Euro 1984                | od 87'                       |
| 7.                           | 07.09.1983                   | Kraków                       | Polska                       | 2:2                          | Mecz towarzyski              | od 60'                       |

## Sukcesy

### Zawodnicze
Universitatea Krajowa
- Mistrzostwo Rumunii: 1980, 1981
- Wicemistrzostwo Rumunii: 1982, 1983
- 3. miejsce w Divizii A: 1984, 1986
- Puchar Rumunii: 1977, 1978, 1981, 1983
- Finał Pucharu Rumunii: 1985

### Trenerskie
Universitatea Krajowa
- Mistrzostwo Rumunii: 1991
- 3. miejsce w Divizii A: 1990
- Puchar Rumunii: 1991

Extensiv Craiova
- Awans do Divizii A: 1999

## Kariera działacza
Sorin Cârțu w latach 2014–2019 był dyrektorem technicznym Universitatea Krajowa, a od 2019 roku jest prezydentem klubu.